# Goniocera montium
Goniocera montium är en tvåvingeart som först beskrevs av Villeneuve 1921.  Goniocera montium ingår i släktet Goniocera och familjen parasitflugor. Inga underarter finns listade i Catalogue of Life.